# 绍恩达
绍恩达（Saunda），是印度贾坎德邦Hazaribag县的一个城镇。总人口85037（2001年）。

## 人口
该地2001年总人口85037人，其中男性47089人，女性37948人；0—6岁人口12012人，其中男6269人，女5743人；识字率63.29%，其中男性为71.35%，女性为53.30%。